# Sthenelais zonata
Sthenelais zonata är en ringmaskart som beskrevs av Rullier 1964. Sthenelais zonata ingår i släktet Sthenelais och familjen Sigalionidae. Inga underarter finns listade i Catalogue of Life.